# Bill Barilko
William Barilko (Timmins, 25 marzo 1927 – Cochrane, ca. 26 agosto 1951) è stato un hockeista su ghiaccio canadese.

## Carriera
Dopo aver giocato per una stagione e mezza in Pacific Coast Hockey League con gli Hollywood Wolves, Barilko approdò in NHL, ai Toronto Maple Leafs, a metà della stagione 1946-1947. Nelle quattro stagioni giocate, vinse la Stanley Cup per quattro volte: 1947, 1948, 1949 e 1951. Prese parte anche a tre NHL All-Star Game.
Nell'agosto del 1951 si unì al suo dentista in una battuta di pesca sul fiume Seal in idrovolante. Sulla via del ritorno, l'idrovolante scomparve: i resti del velivolo vennero trovati solo undici anni dopo, nel luglio del 1962, nei pressi di Cochrane.

## Palmarès
- Stanley Cup: 4

Toronto Maple Leafs: 1947, 1948, 1949 e 1951